# Виноделие в Германии

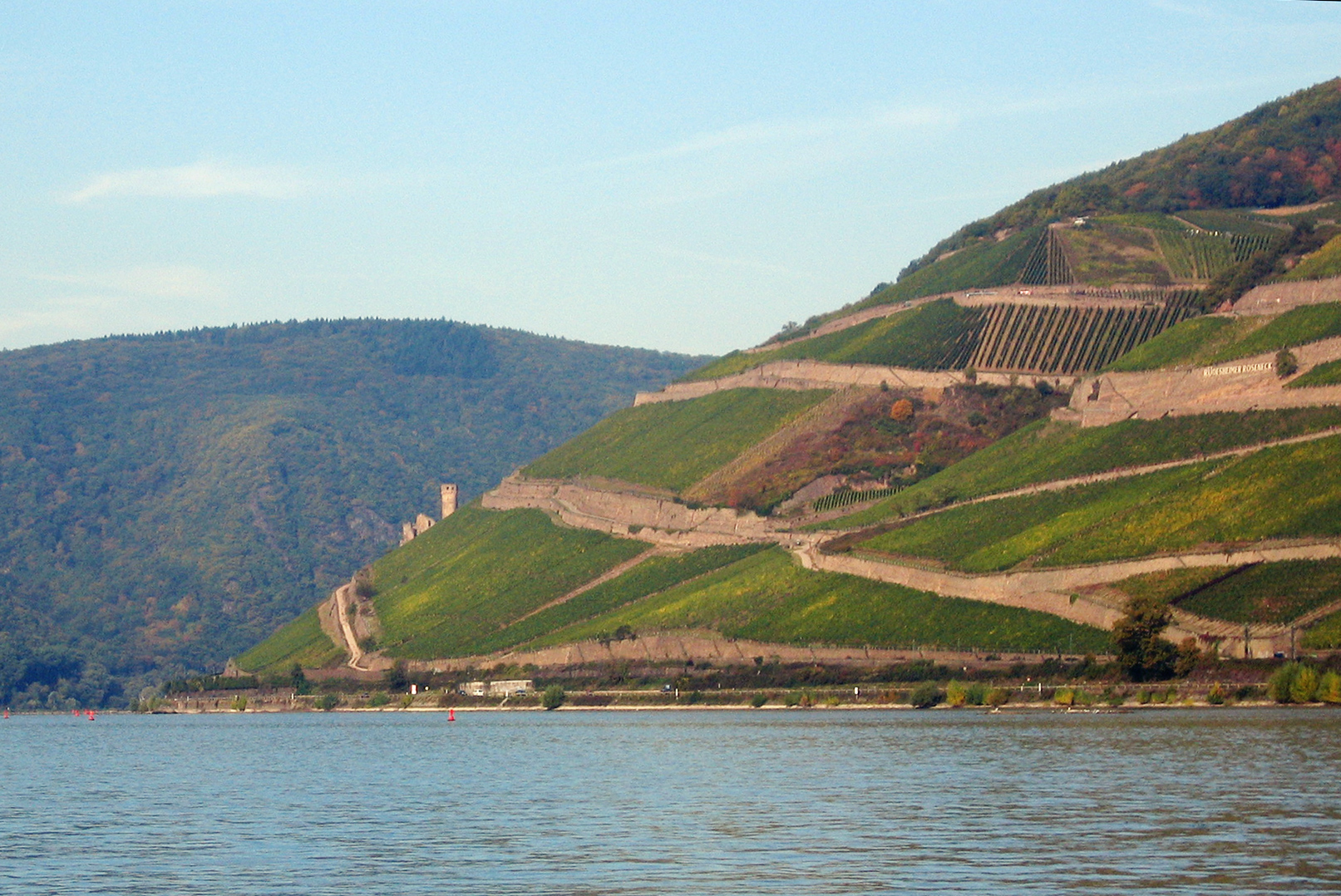
Виноградники на Рюдесхаймской горе, вид через Рейн

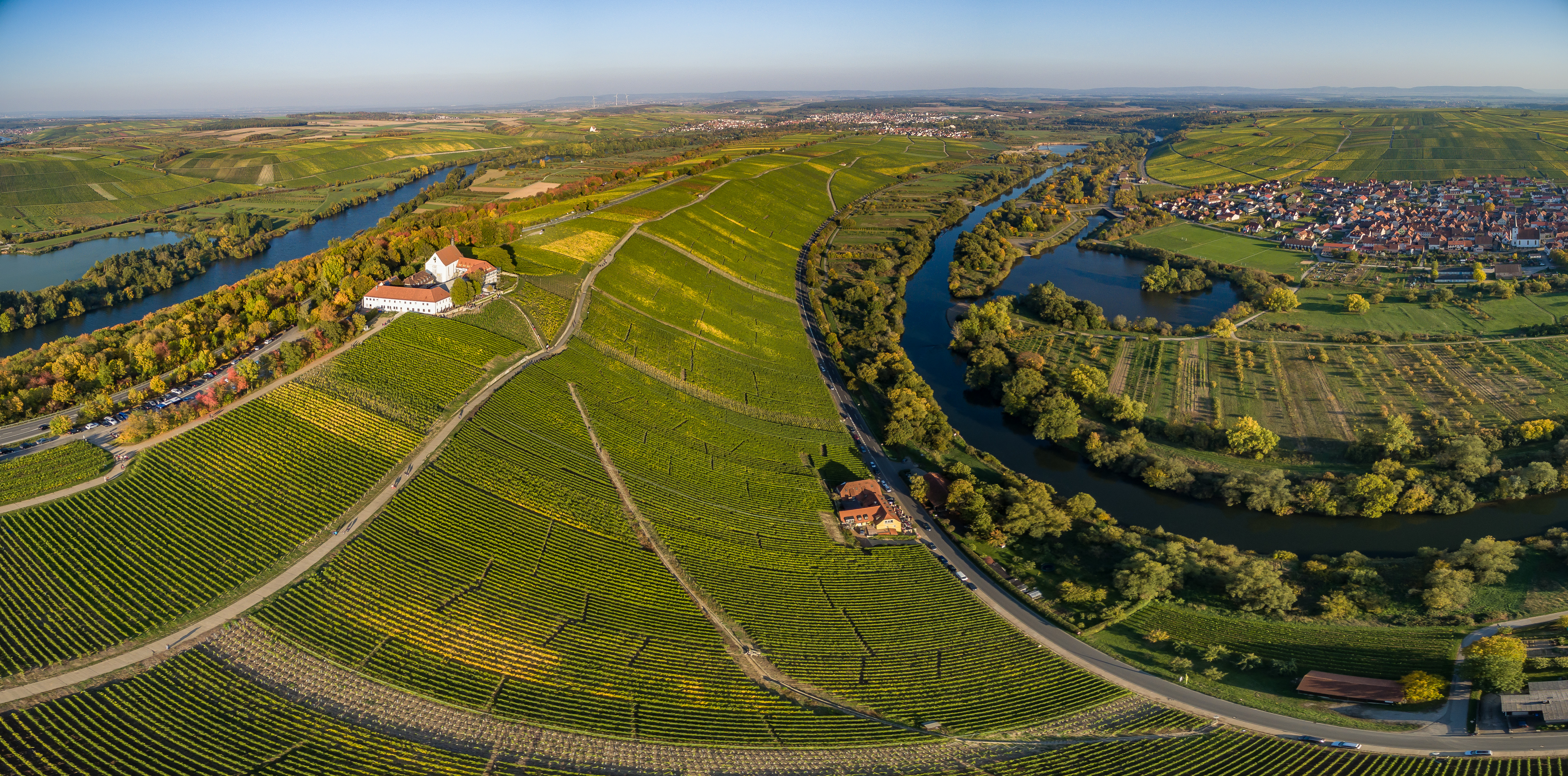
Изгиб Майна во Франконии

Виноделие в Германии развито в основном на юго-западе страны, вдоль реки Рейн и её притоков. Примерно две трети производимых в стране вин — белые. Винодельческие процедуры детально регламентированы Законом о виноделии 1971 года. Немецкие винные бутылки обычно имеют вытянутую форму с удлинённым горлышком («флейта»). Много общего с немецкой имеет культура виноделия в Австрии, Чехии и Эльзасе.
Приблизительно 60 процентов немецкого вина производит федеральная земля Рейнланд-Пфальц, на территории которой расположены 6 из 13 винодельческих регионов. Именно по территории этой земли в 1935 году был проложен первый маршрут винного туризма — Германский винный путь. Там же, в Дюркгейме, проходит крупнейший в мире фестиваль вина. Наибольшее число предикатных вин мирового уровня вырабатывается в Рейнгау и в Мозельской долине.
В Германии виноградниками занято около 102 000 гектаров, что составляет примерно одну десятую от площади виноградников в Испании, Франции или Италии. Общее производство вина составляет обычно около 9 миллионов гектолитров ежегодно, или 1,2 миллиарда бутылок, что по состоянию на 2008 год делает Германию восьмым в мире производителем вина.

## Винодельческие регионы
Ниже перечислены официально признанные винодельческие регионы в порядке убывания площади виноградников (по состоянию на 2008 год):

Карта винодельческих регионов Германии

1. Рейнгессен (26 444 га)
2. Пфальц[нем.] (23 460 га)
3. Баден (15 900 га)
4. Вюртемберг[нем.] (11 511 га, в основном красные вина)
5. Мозель[англ.] (до 2007 года известен как Мозель-Саар-Рувер; 9034 га)
6. Франкония (северо-запад одноимённой исторической области; 6176 га)
7. Долина реки Наэ в земле Рейнланд-Пфальц (4155 га)
8. Рейнгау (3211 га)
9. Заале-Унструт в землях Саксония-Анхальт и Тюрингия (685 га)
10. Долина реки Ар (в земле Рейнланд-Пфальц; 563 га, в основном красные вина)
11. Хессише-Бергштрассе[англ.] (район Хеппенхайма в земле Гессен; 467 га)
12. Саксония[англ.] / долина Эльбы (462 га)
13. Миттельрейн[нем.] (участок вдоль реки Рейн между Бонном и Бингеном; 448 га)

## История

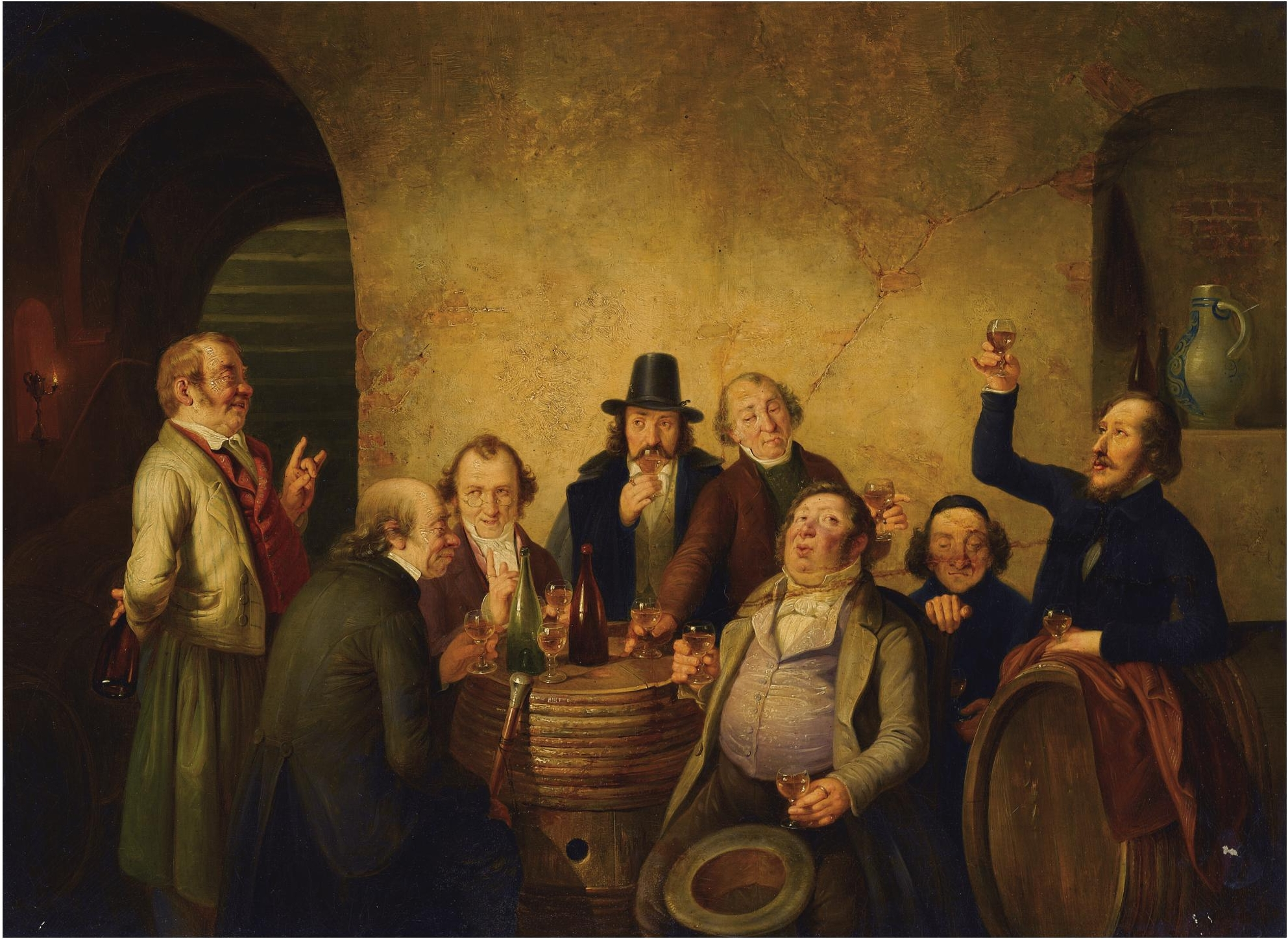
И. П. Газенклевер. «Дегустация вина» (1843).

По-видимому, традиции виноделия принесли на территорию современной Германии древние римляне. Именно с территории Германии происходит старейшая в мире бутылка вина, датируемая первой половиной IV века.
Судя по обилию произошедших от них сортов, в Средние века широко возделывались траминер и так называемый гуннский виноград. Наиболее подходящими для производства вина считались «благородные» лозы, также называвшиеся франкскими. В средневековой Германии вина часто ароматизировались пряными травами, в частности полынью (см. вермут). На Рождество такие пряные вина подогревались (см. пунш, глинтвейн).
Как и повсюду в католической Европе, виноделие рассматривалось в Средние века как прерогатива монахов. С 779 года известен виноградник Штайн рядом с Вюрцбургом. В XI веке был основан бенедиктинский монастырь, позднее перестроенный в замок Йоганнисберг, — старейшее винодельческое хозяйство Германии. Солидное собрание старинных немецких вин сохранилось в Бременском винном погребе.
Благодаря хроникёрам известно, что лето 1540 года выдалось настолько жарким, что лозы дважды дали урожай. Через 421 год после сбора урожая, в 1961 году, международная группа энологов, включавшая Хью Джонсона, решила откупорить и распила одну из бутылок штайнского вина того года. Это вино считается старейшим из когда-либо выпитых.

Рейнские вина (рейнвейн) на рубеже XVIII и XIX веков не уступали по своей репутации лучшим белым винам Франции и в больших объёмах экспортировались, в частности, в Российскую империю. Англичане называли их hock (сокращение от имени города Хоххайм). С 1770-х годов лучшие и самые дорогие рейнские вина производились по аналогии с токайскими — из вручную отобранных ягод, которые были оставлены на лозе дольше обычного и подверглись «благородному гниению». В 1794 году немецкие виноделы впервые познакомили мир с новым типом вин — ледяным вином. Во второй половине XIX века было налажено производство немецкого игристого вина — зекта. 

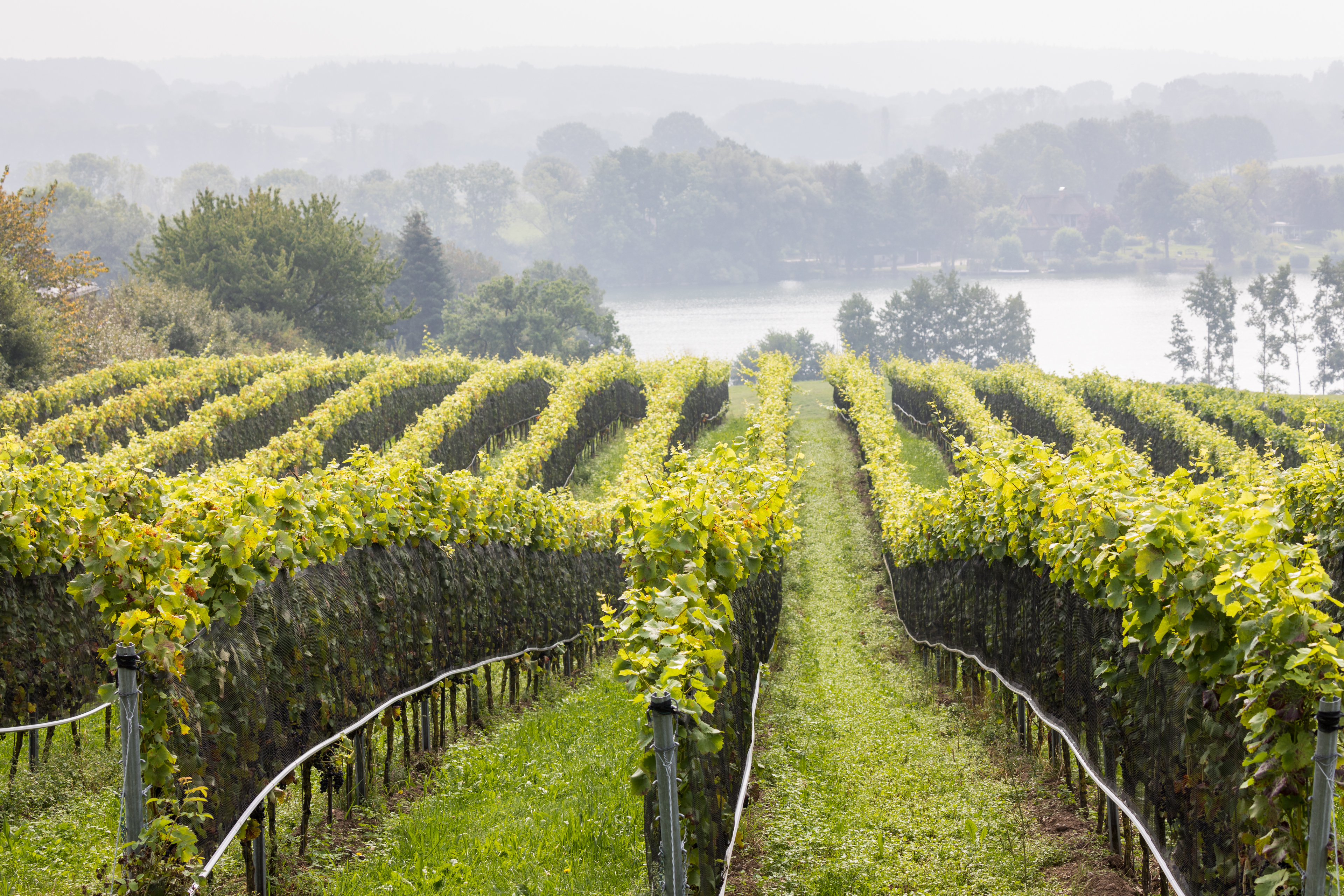
Виноградник на самом севере Германии — в Шлезвиг-Гольштейне

На рубеже XIX и XX веков наибольшую долю немецких вин производил Эльзас (впоследствии отошедший ко Франции). Рейнвейны «прекрасной эпохи» по-прежнему не уступали по стоимости лучшим красным винам Бургундии и Бордо. Репутация немецких вин сильно просела в послевоенный период, когда Германия в огромных количествах экспортировала дешёвые полусладкие вина посредственного качества наподобие «Liebfrauenmilch».

## Сорта винограда
По состоянию на 2008 год наиболее распространённые в Германии сорта белого винограда: рислинг (22 % площади виноградников), мюллер-тургау (13 %), сильванер (5 %), пино-гри (4 %) и пино-блан (4 %). Наиболее распространённые сорта чёрного винограда: пино-нуар (12 %), дорнфельдер (8 %), португизер (4 %), троллингер (2 %).
Хотя Германия избежала полного уничтожения виноградников филлоксерой (в отличие от соседних стран Европы), за последние полтора века сортовой состав вин изменился очень заметно. В частности, во много раз сократилось возделывание эльблинга и практически исчез орлеан. Второй по популярности сорт мюллер-тургау был выведен селекционерами только в 1880-е годы.
Согласно немецкому законодательству о виноделии, правительства федеральных земель ответственны за составление списков сортов винограда, разрешённых к производству вина. Сорта, приведённые ниже, официально разрешены к коммерческому выращиванию. В список также включены сорта, разрешённые только для выборочного экспериментального выращивания.
| \| \| разрешённые к выращиванию сорта белого винограда \| | \| \| разрешённые к выращиванию сорта белого винограда \| | \| \| разрешённые к выращиванию сорта белого винограда \| | \| \| разрешённые к выращиванию сорта белого винограда \|                                                                         |
| --- | --- | --- | --- |
| - Albalonga - Arnsburger - Auxerrois blanc - Bacchus - Blauer Silvaner - Bronner - Chardonnay - Ehrenbreitsteiner - Ehrenfelser - Elbling - Faberrebe - Findling - Fontanara - Freisamer - Früher Malingre - Gelber Muskateller - Gewürztraminer | - Goldriesling - Grauburgunder - Gutedel - Hibernal - Hölder - Huxelrebe - Irsay Oliver - Johanniter - Juwel - Kanzler - Kerner - Kernling - Mariensteiner - Merzling - Morio-Muskat - Müller-Thurgau (Rivaner) - Muskat-Ottonel | - Nobling - Optima - Orion - Ortega - Osteiner - Perle - Perle von Csaba - Phoenix - Prinzipal - Regner - Reichensteiner - Rieslaner - Riesling - Roter Elbling - Roter Gutedel - Roter Muskateller - Sauvignon blanc | - Scheurebe - Schönburger - Septimer - Siegerrebe - Silcher - Silvaner - Sirius - Staufer - Veltliner - Weißer Burgunder - Würzer |
| | разрешённые к выращиванию сорта белого винограда | | |

| \| \| разрешённые к выращиванию сорта красного (чёрного) винограда \|                                            | \| \| разрешённые к выращиванию сорта красного (чёрного) винограда \|                        | \| \| разрешённые к выращиванию сорта красного (чёрного) винограда \|                             | \| \| разрешённые к выращиванию сорта красного (чёрного) винограда \| |
| --- | -------------------------------------------------------------------------------------------- | ------------------------------------------------------------------------------------------------- | --------------------------------------------------------------------- |
| - Acolon - André - Blauburger - Cabernet Dorsa - Cabernet Mitos - Cabernet Sauvignon - Dakapo - Deckrot - Domina | - Dornfelder - Dunkelfelder - Frühburgunder - Hegel - Helfensteiner - Heroldrebe - Lemberger | - Merlot - Muskat-Trollinger - Palas - Portugieser - Regent - Rondo - Rotberger - Schwarzriesling | - Spätburgunder - St. Laurent - Tauberschwarz - Trollinger - Zweigelt |
| | разрешённые к выращиванию сорта красного (чёрного) винограда                                 |                                                                                                   |                                                                       |

## Классификация

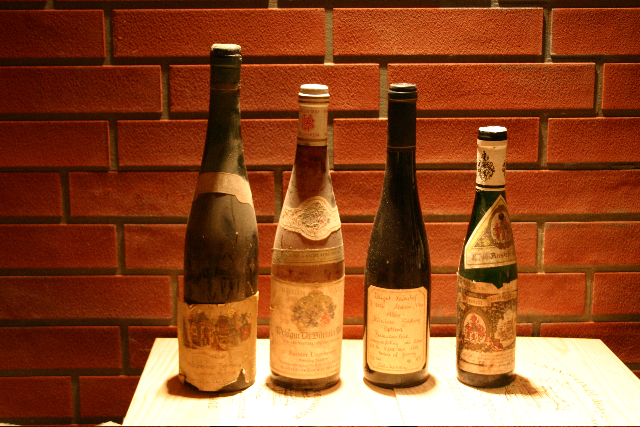
Немецкие винные бутылки традиционной формы

- Deutscher Tafelwein — немецкое столовое вино. Виноград может поступать откуда угодно, минимум предписаний по производству. В основном потребляется в стране и не экспортируется. В 2009 году категория переименована в Wein ohne Herkunftsangabe.
- Deutscher Landwein — немецкое местное вино, в том числе произведённое на самом севере страны (в Мекленбурге и Шлезвиг-Голштейне). Для вин данного уровня обязательно указание на этикетке места, где был выращен виноград. С учётом того, что вина, полученные из винограда, выращенного в прохладном климате северных широт, достаточно кислые, для них актуально добавление сахара в сусло (шаптализация).
- Qualitätswein bestimmter Anbaugebiete (QbA) — стандартные вина из одного из 13 признанных винодельческих регионов, перечисленных выше. Вина данного уровня соответствуют общеевропейскому понятию качественного вина, произведённого в определённом регионе[англ.] (см. аппелласьон). Смешение винограда из разных регионов не допускается. Вина должны производиться только из разрешённых сортов винограда, достигать определённого уровня зрелости до шаптализации и проходить дегустационные тесты.
- Prädikatswein — качественное вино из отборного винограда особой спелости, наиболее ценный класс немецких вин. Отличается высокими вкусовыми качествами и большим удельным весом виноградного сусла. Обычно реализуется посредством специализированных аукционов. Подробнее см. вина с предикатом.

## Рекорды

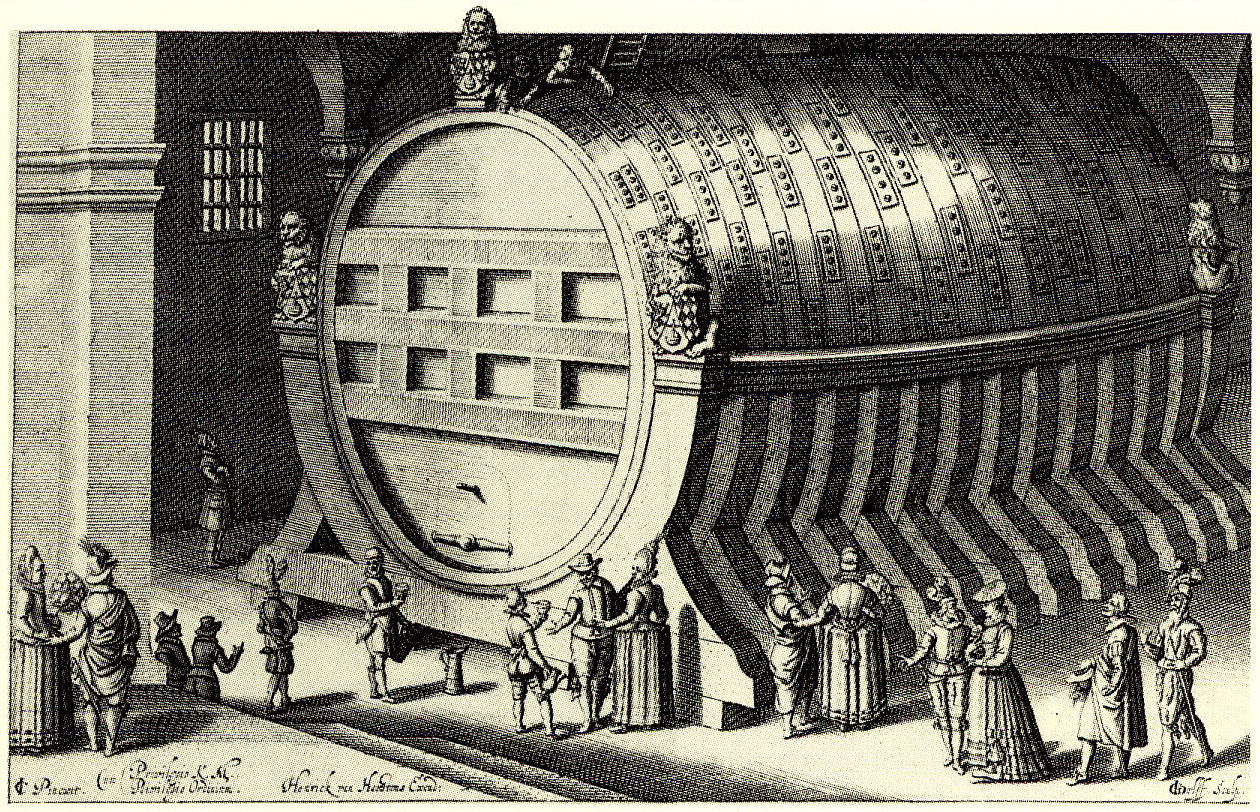
Гейдельбергская бочка на гравюре Я. Делфта (1608)

- С 1591 по 1934 годы самой большой в мире бочкой для вина считалась бочка в подвале Гейдельбергского замка (с 1751 года — объёмом около 220 тыс. литров). В 1934 году её превзошла дюркхаймская бочка[англ.] диаметром 13,5 метров, способная вместить 1700 м³ вина.
- Старейшая в мире бутылка вина была найдена в шпайерском захоронении древнеримской эпохи, датируемом первой половиной IV века. Старейшим из когда-либо распитых считается вино с виноградника Штайн урожая 1540 года, которое эксперты продегустировали в 1961 году[2].
- Самый крутой (отвесный) виноградник в мире (угол наклона 65°) — Кальмонт[англ.] — находится на берегу Мозеля в немецком селении Брем[7].
- Винодельня Staffelter Hof из Крёфа претендует на право считаться старейшей в мире[8]. Это притязание основано на том, что принадлежащие ей виноградники впервые упомянуты в документе, датируемом 862 годом.
- По состоянию на 2019 год самым дорогим белым вином в мире было предикатное вино высшей категории с вильтингенского виноградника Шварцхоф: средняя цена бутылки — $13,7 тыс.[9]